# Хета (літера)
Ͱ, ͱ (хета) — літера архаїчного грецького алфавіту. Походить від фінікійської літери  — «хет». У старогрецькій мові хета вимовлялась як довгий напіввідкритий передній голосний /h/. У юнікоді є як велика так і мала літери хета. Вони позначаються U+0370 Ͱ та U+0371 ͱ). відповідно.